# غوشنة لبدية
غوشنة لبدية (الاسم العلمي: Morchella tomentosa) هي نوع من الفطريات يتبع جنس الغوشنة من الفصيلة الغوشنية.